# Hana Vagnerová
Hana Vagnerová, příjmení někdy nesprávně Vágnerová, (* 21. února 1983 Praha) je česká seriálová, filmová a divadelní herečka.

## Život
Vyrostla na pražském Jižním Městě, oba její rodiče jsou programátoři. Po absolvování gymnázia byla přijata na DAMU, VŠE a Matematicko-fyzikální fakultu UK. Zpočátku studovala dvě vysoké školy současně, ale nakonec u ní herectví zvítězilo nad ekonomií. Od svých čtrnácti let se věnovala modelingu, v osmnácti letech s nástupem na DAMU kariéru modelky ukončila. Již předtím, než se modelingu začala věnovat, se potýkala s anorexií. Poté se její potíže ještě zhoršily. Až do jedenadvaceti let se potýkala s následky anorexie a vážila jen 43 kg. V té době jí pomohl její nový přítel Marko Simić, srbský režisér, s nímž se seznámila při natáčení jeho absolventského filmu Seance Fiction. S ním žila až do roku 2009, kdy se rozešli. Hrála v divadlech Extrém, Disk a v ABC. V divadle A studio Rubín v těchto hrách: J. W. Goethe – Faust, Enda Walsh – Bedbound, Petr Kolečko – Zakázané uvolnění, Adéla Laštovková – Stodolová, Petr Kolečko – Poslední papež.
Kvůli časově náročnému natáčení seriálu Expozitura ze stálého angažmá odešla. V současnosti v Divadle ABC hostuje ve hře Anna Karenina. Známou se stala především díky seriálovým rolím (On je žena!, Horákovi, Lajna, Vyprávěj), účinkovala také ve filmu Bathory.
Na 33. ročníku Novoměstského Hrnce smíchu, festivalu české filmové a televizní komedie, v Novém Městě nad Metují jí za roli Zuzky (seriál Vyprávěj) byla udělena cena Televizní objev roku 2011, která je určená pro mladého herce nebo herečku za mimořádný komediální výkon v televizních inscenacích, filmech, seriálech či hraných dokumentech. Prezídium Herecké asociace, které cenu uděluje, ocenilo především jemný tragikomický tón postavy Zuzky a inteligentní humor.

## Filmografie
- 2000 To jsem z toho jelen (TV seriál)
- 2003 Probuzená skála
- 2003 Seance Fiction
- 2004 On je žena! (TV seriál)
- 2004 Redakce (TV seriál)
- 2005 3 plus 1 s Miroslavem Donutilem (TV seriál)
- 2005 To nevymyslíš! (TV seriál)
- 2006 Horákovi (TV seriál) … Eva
- 2006 Růženka, zvaná Šípková
- 2006 Pokus
- 2007 Zdivočelá země (TV seriál)
- 2007 Chyťte doktora!
- 2007 Skeletoni
- 2007 Aussig (nezávislý film) … Lenka Šimková[8]
- 2008 Ďáblova lest (TV seriál)
- 2008 Bathory
- 2008 Pohádkové počasí
- 2009 Odsouzené (TV seriál)
- 2009 Expozitura (TV seriál) … Tereza Hodačová
- 2009 Proč bychom se netopili (TV seriál)
- 2009–2013 Vyprávěj (TV seriál) … Zuzka Dvořáková[9]
- 2010 Cizí příběh[10]
- 2010 Kriminálka Anděl (3. díl III. série – Pohřbená zaživa) ... Tereza Šmuková, vedoucí prodejny
- 2010 Hasiči
- 2011 Hlasy za zdí
- 2011 Dr. Ludsky
- 2012 Chci tě?
- 2012 L'olimpiade nascosta
- 2013 Bez doteku … Týna
- 2014 Zakázané uvolnění
- 2014 Hany
- 2015 Slíbená princezna
- 2015 Padesátka
- 2015 Já, Olga Hepnarová
- 2015 Miluji tě modře
- 2015 Atentát (TV seriál, volné pokračování Expozitury) … Tereza Hodačová
- 2015 Vraždy v kruhu (TV seriál) … astroložka Sábina Borová [11]
- 2016 Hlas pro římského krále (TV film) … Eliška Přemyslovna
- 2016 Lída Baarová  ... novinářka
- 2017 Kafe a cigárko
- 2017 Milada
- 2017 Nejlepší přítel
- 2017 Specialisté
- 2017 Muzzikanti (CZ dabing pro polskou herečku Michalinu Olszańskou)
- 2017 All Wrong
- 2017 Četníci z Luhačovic (TV seriál) … Růžena Kraklová
- 2017 Bajkeři ... Tereza
- 2017 Lajna (TV seriál) ... Denisa
- 2017 Single Man
- 2018 Surfer's Paradise
- 2018 Carte Blanche ... Olivia Ray
- 2018 Trojí život
- 2019 Lajna 2 (seriál) ... Denisa
- 2019 Špindl 2
- 2019 Sněží!
- 2020 Případ mrtvého nebožtíka
- 2020 Tichý společník
- 2021 Ztraceni v ráji
- 2021 Prvok, Šampón, Tečka a Karel
- 2021 Přání Ježíškovi
- 2021 Matky
- 2021 Mstitel
- 2021 Fanga
- 2021 Lajna 3
- 2022 Řekni to psem
- 2022 Pánský klub
- 2022 Za vším hledej ženu
- 2022 Hranice lásky (také spoluautorka scénáře)
- 2022 Villa Lucia
- 2022 Prahala
- 2022 Madame (TV seriál)
- 2023 Nikdo mě nemá rád

### Videoklipy
- 2004 Turisté smrti (hudební klip skupiny Asmodeus[12])
- 2006 Zvyřátka (hudební klip skupiny Prago Union)
- 2009 Ideál hudební klip skupiny POST IT
- 2010 Hotel Morava (hudební klip Michala Hrůzy s jeho Kapelou Hrůzy, režie Jan Budař[13])
- 2011 Přísahám (hudební klip Terezy Kerndlové, dále hrají mj. Jaromír Nosek, Andrea Kerestešová, Kristýna Leichtová)
- 2014 Zakázané uvolnění (hudební klip Michala Hrůzy ke stejnojmennému filmu)[14]
- 2015 Nafrněná (hudební klip Barbory Polákové)
- 2015 Ty a já (hudební klip skupiny Kryštof, režie Karin Babinská[15])
- 2015 Take it easy bluegrassové skupiny Monogram

## Divadlo
- A studio Rubín: Moje malá úchylka, 2017